# Wendy Hiller
Dame Wendy Hiller, DBE (Bramhall, 1912. augusztus 15. – Beaconshield, 2003. május 14.) Oscar-díjas angol színésznő. 
Hírnevét az angol színpadon alapozta meg, ahonnan a megfilmesített Pygmalionnal emelkedett fel a filmiparba. 1958-ban nyerte el a Külön asztalok című filmmel Oscar-díját. Emlékezetes alakításai voltak még a Gyilkosság az Orient expresszen, az Egy ember az örökkévalóságnak és Az elefántember című filmekben. 1975-ben II. Erzsébet királynő lovaggá ütötte. 

## Élete és pályafutása
Hiller gazdag gyapottermesztők családjába született, apja Frank Watkin Hiller, anyja Mary Elizabeth Stone. Három fiútestvére volt, René, Michael and John.
Szülei a bentlakásos Winceby iskolába küldték abban a reményben, hogy meg tudják szabadítani a Cheshire tájszólástól. Hiller gyerekkorában is már színész akart lenni, 1930-ban belépett a manchesteri színházba, és kisebb szerepeket játszott. Szerencséjére épp egy olyan színésznőt kerestek, aki északi brit dialektusban beszél, így elnyerte első jelentős szerepét 1934-ben a Love on the Dole című darabban, ami olyan sikeres lett, hogy a londoni West End színházig eljutott. Hiller később a Love on the Dole társszerzőjével, Ronald Gowval kötötte össze életét, és két gyermekük született, Ann és Anthony.
1936-ban Hiller eljutott turnéja során New Yorkba, ahol George Bernard Shawnak annyira megtetszett a játéka, hogy főszerepet adott neki a Szent Johanna és a Pygmalion című drámáiban. 1937-ben debütált a filmvásznon, 1938-ban pedig megismételte Eliza Doolittle szerepét a Pygmalion filmváltozatában. Alakításáért Oscar-díjra jelölték, Shaw pedig ismét a középpontba helyezte Barbara őrnagyként következő filmjében. Habár ez a film is nagy sikert aratott, Hiller a negyvenes években főként a színpadra koncentrált Angliában, majd az Egyesült Államokban is. 
Karrierje csúcspontja az 1958-as Külön asztalok volt, amiben egy fogadósnét játszott, aki egy alkoholista vendéggel folytat viszonyt. Mind kritikailag és kereskedelmileg pozitív visszajelzéseket kapott a film, Hiller pedig elnyerte a legjobb női mellékszereplőért járó Oscart. A hatvanas évektől több televíziós szerepet vállalt, további jelentős filmes alakításai láthatók az Egy ember az örökkévalóságnak, Az elefántember című filmekben és Agatha Christie híres regényének feldolgozásában, a Gyilkosság az Orient expresszen.
1975-ben II. Erzsébet királynő a Brit Birodalom Rendjének lovagparancsnokává ütötte (DBE). Színpadra utoljára 1988-ban lépett fel Londonban, a Miss Daisy sofőrje főszerepében.

## Filmográfia

### Film
| Év   | Cím                                                                    | Szerep                 | Magyar hangja                                                                                            |
| ---- | ---------------------------------------------------------------------- | ---------------------- | --- |
| 1937 | Lancashire Luck                                                        | Betty Lovejoy          | |
| 1938 | Pygmalion                                                              | Eliza Doolittle        | Bánsági Ildikó                                                                                           |
| 1939 | The Fame of Grace Darling                                              | Grace Darling          | |
| 1941 | Major Barbara                                                          | Barbara Under őrnagy   | |
| 1945 | Vágyak szigete I Know Where I'm Going!                                 | Joan Webster           | n.a |
| 1947 | Hindle Wakes                                                           | Fanny Hawthorn         | |
| 1951 | Outcast of the Islands                                                 | Mrs. Almayer           | |
| 1953 | Sailor of the King                                                     | Lucinda Bentley        | |
| 1957 | Valami érték Something of Value                                        | Elizabeth, Henry lánya | n.a |
| 1957 | How to Murder a Rich Uncle                                             | Edith Clitterburn      | |
| 1957 | The Twelve Pound Look                                                  | Kate Sims              | |
| 1958 | Külön asztalok Separate Tables                                         | Pat Cooper             | 1. magyar változat (1973): Békés Rita 2. magyar változat: Fazekas Zsuzsa 3. magyar változat: Sáfár Anikó |
| 1960 | Sons and Lovers                                                        | Mrs Morel              | |
| 1963 | Játékok a padlásszobában Toys in the Attic                             | Anna Berniers          | n.a |
| 1966 | Egy ember az örökkévalóságnak A Man for All Seasons                    | Alice More             | Győry Ilona                                                                                              |
| 1968 | From Chekhov with Love                                                 | Madame Avilova         | |
| 1969 | The Growing Summer                                                     | Dymphna nagy-nagynéni  | |
| 1970 | David Copperfield                                                      | Mrs Micawber           | |
| 1970 | When We Dead Awaken                                                    | Irene                  | |
| 1974 | Gyilkosság az Orient expresszen Murder on the Orient Express           | Dragomirov hercegnő    | Pártos Erzsi                                                                                             |
| 1976 | Elkárhozottak utazása Voyage of the Damned                             | Rebecca Weiler         | 1. magyar változat (1987): Feleki Sári 2. magyar változat: Mednyánszky Ági                               |
| 1978 | The Cat and the Canary                                                 | Allison Crosby         | |
| 1980 | The Curse of King Tut's Tomb                                           | Vilma hercegnő         | |
| 1980 | Az elefántember The Elephant Man                                       | főnővér                | 1. magyar változat (1985): Nagy Anna 2. magyar változat: Kassai Ilona                                    |
| 1981 | Miss Morison's Ghosts                                                  | Elizabeth P. Morison   | |
| 1982 | Making Love                                                            | Winnie                 | |
| 1982 | A vád tanúja Witness for Prosecution                                   | Janet Mackenzie        | Szórádi Erika                                                                                            |
| 1982 | A jégmadár The Kingfisher                                              | Evelyn                 | 1. magyar változat (1984): Komlós Juci 2. magyar változat: Tolnay Klári                                  |
| 1983 | Tévedések vígjátéka The Comedy of Errors                               | Aemilia                | Komlós Juci                                                                                              |
| 1983 | Attracta                                                               | Attracta               | |
| 1986 | Only Yesterday                                                         | May Darley             | |
| 1987 | The Death of the Heart                                                 | Matchett               | |
| 1987 | Judith Hearne magányos szenvedélye The Lonely Passion of Judith Hearne | D'Arcy néni            | n.a |
| 1989 | Ending Up                                                              | Adela                  | |
| 1991 | The Best of Friends                                                    | Laurentia McLachlan    | |

### Televízió
| Év        | Cím                                                      | Szerep (zárójelben az évad (S) és/vagy az epizód (E) száma) |
| --------- | -------------------------------------------------------- | ----------------------------------------------------------- |
| 1955      | BBC Sunday-Night Theatre                                 | Janet De Mullin (Mrs. Seagrave) (S5E40)                     |
| 1955–56   | Lilli Palmer Theatre                                     | 1955: Ethel Waters (S1E10) 1956: ? (S1E29)                  |
| 1957–58   | Matinee Theatre                                          | 1957: ? (S2E196) 1958: ? (S3E96)                            |
| 1958      | Armchair Theatre                                         | Margaret Rose (S2E47)                                       |
| 1959      | Alfred Hitchcock Presents                                | Laura Siddons (S5E14)                                       |
| 1964      | Z Cars                                                   | Mrs. Hulme (S4E11)                                          |
| 1965      | Profiles in Courage                                      | Anne Hutchinson (S1E09)                                     |
| 1965      | Jackanory                                                | mesélő (S1E6-E10)                                           |
| 1966      | Knock on Any Door                                        | Bee Burton (S2E1)                                           |
| 1966–1968 | BBC Play of the Month                                    | 1966: Harriet (S1E05) 1968: Lilly Moffat (S3E07)            |
| 1968      | The Growing Summer                                       | Dymphna nagy-nagynéni (S1E01-E06)                           |
| 1969      | Plays of Today                                           | Mary Fox (S1E06)                                            |
| 1972      | Love Story                                               | Ariadne Lewis (S9E04)                                       |
| 1972      | Clochemerle                                              | Justine Putet (S1E01-E09)                                   |
| 1972      | Stage 2                                                  | Aase (?)                                                    |
| 1978      | ITV Playhouse                                            | Mrs Abercrombie (S10E05)                                    |
| 1978      | The BBC Television Shakespeare                           | York hercegnője (S1E02)                                     |
| 1979      | Tales of the Unexpected                                  | Louisa (S1E07)                                              |
| 1981      | Play for Today                                           | Lady Carlion, "Daisy" (S12E01)                              |
| 1984      | All the World's a Stage                                  | Peer Gynt (S1E10)                                           |
| 1984      | Great Performances                                       | Lady Bracknell (?)                                          |
| 1986      | Masterpiece Theatre: Lord Mountbatten - The Last Viceroy | Victoria hercegnő (hat epizód)                              |
| 1986      | All Passion Spent                                        | Lady Slane (S1E01-E03)                                      |
| 1987      | Anne of Avonlea                                          | Mrs Margaret Harris (S1E01-E04)                             |
| 1988      | A Taste for Death                                        | Lady Ursula Berowne                                         |
| 1992      | Screenplay                                               | Alice von Holzendorf grófné (S7E01)                         |

## Szerepei a Broadwayn
- 1936: Love on the Dole
- 1947–48: Az örökösnő
- 1957: Boldogtalan Hold
- 1959: Flowering Cherry
- 1962: The Aspern Papers

## Fontosabb díjak és jelölések
| Év   | Cím                           | Díj                                                     | Eredmény |
| ---- | ----------------------------- | ------------------------------------------------------- | -------- |
| 1939 | Pygmalion                     | National Board of Review: Legjobb színész               | Elnyerte |
| 1939 | Pygmalion                     | New York-i Filmkritikusok Egyesülete: Legjobb színésznő | Jelölve  |
| 1939 | Pygmalion                     | Oscar-díj a legjobb női főszereplőnek                   | Jelölve  |
| 1958 | Boldogtalan Hold              | Tony-díj a legjobb női főszereplőnek színdarabban       | Jelölve  |
| 1959 | Külön asztalok                | BAFTA-díj a legjobb brit színésznőnek                   | Jelölve  |
| 1959 | Külön asztalok                | Golden Globe-díj a legjobb női mellékszereplőnek        | Jelölve  |
| 1959 | Külön asztalok                | Oscar-díj a legjobb női mellékszereplőnek               | Elnyerte |
| 1961 | Sons and Lovers               | BAFTA-díj a legjobb brit színésznőnek                   | Jelölve  |
| 1964 | Játékok a padlásszobában      | Golden Globe-díj a legjobb női mellékszereplőnek        | Jelölve  |
| 1967 | Egy ember az örökkévalóságnak | Oscar-díj a legjobb női mellékszereplőnek               | Jelölve  |
| 1987 | All Passion Spent             | BAFTA televíziós díj a legjobb színésznőnek             | Jelölve  |